# 夜風の匂い
夜風の匂い（よかぜのにおい、仏: Le vent de la nuit）は、1999年に公開されたフランス映画である。フィリップ・ガレルが監督を務め、カトリーヌ・ドヌーヴ、ダニエル・デュヴァルらが出演した。

## あらすじ
ブルジョワの人妻エレーヌ（ドヌーヴ）は、年下の彫刻家ポール（デュヴァル）と情事を重ねていた。ポールは仕事でナポリを訪れ、左翼であった建築家のセルジュと旅に出る。女性を神聖なものとして封印する革命家のセルジュに、ポールは弟子入りを希望し、二人は赤いポルシェでドライブする。自殺壁のある愛人エレーヌの言動に振り回されるポールは、セルジュの妻もまた自殺したことを知る。1968年後に生きる芸術家の孤独と絶望。